# Metropolia Brasília
Metropolia Brasília – metropolia Kościoła rzymskokatolickiego w Brazylii. Składa się z metropolitalnej archidiecezji Brasília i trzech diecezji. Została erygowana 11 października 1966 konstytucją apostolską De Brasiliani populi papieża Pawła VI. Od 2020 godność arcybiskupa metropolity sprawuje kard. Paulo César Costa.
W skład metropolii wchodzą:
- Archidiecezja Brasília
  - Diecezja Formosa
  - Diecezja Luziânia
  - Diecezja Uruaçu

Prowincja kościelna Brasília wraz z metropoliami Goiânia i Palmas tworzą region kościelny Centro-Oeste, zwany też regionem Goiás, Distrito Federal e Tocantins.

## Metropolici
- José Newton de Almeida Baptista (1966 – 1984)
- kard.José Freire Falcão (1984 – 2004)
- kard.João Bráz de Aviz (2004 – 2011)
- kard.Sérgio da Rocha (2011 – 2020)
- kard.Paulo Cezar Costa (od 2020)